# 金湖县疫苗过期事件
2019年1月，中国江苏省金湖县曝光出疫苗过期，引发了当地民众的大规模抗议。

## 事件过程
2019年1月7日， 有金湖家长在金湖论坛反应，孩子在黎城卫生院接种过期脊髓灰质炎疫苗。随后论坛不断有家长反映疫苗过期问题。之后不断在微博传播引发舆论关注。
2019年1月8日晚，金湖县卫计委党委决定，免去疾控中心副主任杨万琴职务；免去县疾控中心疾控一科副科长韩伟职务；免去黎城镇卫生院副院长刘志兵职务；立案调查县疾控中心疾控一科工作人员柏云霞、宋爱佳；立案调查黎城卫生院疫苗管理员孙定兰、接种人员郭岳涧、杨士涛。
2019年1月9日，金湖县委县政府发布公告，确认存在疫苗过期问题。从2018年12月12日到今年1月7日，过期脊灰疫苗批号为201612158，有效期至2018年12月11日。黎城卫生院该批次疫苗系2017年5月9日由淮安市疾控中心冷链配送至金湖县疾控中心。金湖县疾控中心于2017年5月18日冷链配送至黎城卫生院。2018年12月12日至2019年1月7日，黎城卫生院已使用过期脊灰疫苗21支，剩余69支未使用。
官方定性此次事件“管理混乱、工作失职、监管失灵”，共有145名婴幼儿在江苏金湖县黎城卫生院服用了过期脊灰疫苗。
通报称，金湖县疾控中心去年两次督查发现，黎城卫生院存在单日接种量过大，疫苗管理混乱、实际使用批号与出入库账册批号不符等问题，并下发整改通报。但直到2018年12月15日，县疾控中心再次督查，上述问题仍未整改，但县疾控中心并未促其整改，也未上报。
2018年12月28日，淮安市组织疫苗相关工作督查时，也曾明确指出黎城卫生院存在疫苗每周出库一次，疫苗出入库账本、门诊日志和疫苗系统三者疫苗数量、厂家、批号均不一致等问题，并要求一周内整改，而该院并未整改到位。通报还称，作为反馈意见签收单位和疫苗管理部门的县疾控中心没有督查整改落实，以致过期疫苗不但没有上报、上交，而且仍在继续使用。此外，黎城卫生院也没有针对县城区人口逐年增加、接种儿童不断增多的实际，科学合理安排门诊接种时间，导致单日接种量过大。
2019年1月10日， 黎城卫生院给出针对口服过期疫苗儿童体检方案，“方案一，组织南京医科大学第二附属医院医师现场对儿童体检，体检内容包含，体格检查、B超（肝、胆、脾、胰、肾）、检验（血常规、肝功能、肾功能、尿常规、心肌酶谱、电解质）；方案二，对于不愿意在金湖本地体检的家长，县医院集团将安排车辆接到南京2家医院体检，可任选1家，体检内容同方案一。”
在此期间，事件被证实后，为减少社会恐慌，金湖县卫计委通报称，经咨询省市专家，口服过期脊髓灰质炎减毒活疫苗后，疫苗本身不会对人体造成伤害，疫苗效价会降低，影响接种效果，开展补种即可。但仍有其他疫苗存在过期问题被曝光，其中包含灰疫苗苗，卡介苗，乙肝疫苗，乙脑、麻疹，百白破疫苗，水痘，HIB疫苗，涉及14岁以下年龄儿童，影响面远远超出145人。
2019年1月10晚，有家长曝光，金湖县防保所工作人员连夜修改疫苗系统中疫苗接种数据，导致家长疫苗本上疫苗接种日期核对不上。
2019年1月11日，大量民众围堵县委大楼，金湖县委书记张志勇与民众对话，坚称有145名儿童受影响，在离场过程中遭到抗议和肢体冲突。随着事件发酵，中午不断有民众在政府大楼和街道上抗议游行。新浪微博中讨论不断增多，有关“金湖疫苗”热搜被删除，中国国内各大媒体和大V包括凤凰网，新京报，环球时报等进行报道。
下午17:34，江苏省卫生健康委发布督导金湖县过期疫苗事件处置工作。
“针对淮安市金湖县黎城卫生院接种过期脊灰疫苗事件，江苏省卫生健康委迅速派出由委相关负责人带队，省疾控中心、南京市儿童医院专家等联合组成的督导组，于1月8日赴当地督促指导相关工作，责成当地认真核实，查明原因，立即整改，依法依规依纪严肃处理。督导组指导当地做好对接种儿童的咨询服务、医学观察和疫苗补种工作，同时要求保障正常医疗秩序。”
晚上9点40分，金湖县政府发布公告，“经县纪委监委决定同步展开调查，启动问责程序。目前，已对副县长高昌萍政务立案；对县卫计委党委书记、主任陈化，县卫计委党委副书记邱永馥，县卫计委党委委员、副主任杨志立案审查；对黎城卫生院院长汪泓等13人分别予以立案调查和开除党籍、开除公职等处分。下一步，将根据后续调查情况，对其他涉及人员依法依纪追究责任，绝不姑息。”
2019年1月12日，金湖县公安局官方微信发布通报称，“1月11日上午，金湖县部分接种过期脊灰疫苗儿童家长到县政府集访。少数不法分子和非接种过期脊灰疫苗儿童家长的人员，借机滋事，造谣蛊惑，煽动人员聚集，围堵政府大门，堵塞道路交通，扰乱公共秩序，范某等3名男子因煽动滋事造谣惑众被拘留。”
2月下旬，江苏省对金湖县黎城卫生院过期疫苗事件进行了处理。经调查认为，这起事件是因当地政府主体责任落实不到位、主管部门监管不力、接种单位管理混乱、工作人员违规操作造成的一起严重责任事故。这起事件的相关责任单位和33名责任人遭到问责。

## 影响
在金湖县周边洪泽县也发现有疫苗过期问题，提出整改。